# Paragus angustifrons
Paragus angustifrons är en tvåvingeart som beskrevs av Friedrich Hermann Loew 1863. Paragus angustifrons ingår i släktet stäppblomflugor, och familjen blomflugor. Inga underarter finns listade i Catalogue of Life.